# Defecografia
In medicina, la defecografia è un esame radiologico usato in presenza di malattie gastrointestinali; è una forma di radiografia elaborata in maniera particolare: la dinamica della defecazione del paziente è visualizzata in tempo reale con un fluoroscopio, o fissata con sequenza radiografica. L'obiettivo è quello di riuscire a valutare la funzione ano-rettale della persona malata.

## Utilizzo
Le indicazioni alla defecografia sono molteplici. È indicata principalmente nelle sindromi da defecazione ostruita, nelle stipsi ostinate, nel sospetto di enterocele o rettocele, nelle patologie disfunzionali del pavimento pelvico. Raro il suo utilizzo nel sospetto di tumori del retto (più indicato il clisma opaco dc). L'esame defecografico, non necessita di particolari preparazioni ma solo di un clistere di pulizia da eseguire almeno tre ore prima dell'esame.
È sempre consigliabile la somministrazione di mezzo di contrasto baritato per bocca nella misura di 200 cm³ per opacizzare le pareti del tenue ed evidenziare l'eventuale presenza di enterocele (definito come l'impegno nel cavo del Douglas di anse intestinali, al di sotto della linea pubo-coccigea, durante la fase di vuotamento).
Trascorsi 90 minuti dalla somministrazione del bario per bocca (tempo necessario per ottenere una buona opacizzazione del tenue) si procede al riempimento dell'ampolla rettale, utilizzando un catetere fissato all'estremità di una siringa a cono (generalmente si usano siringhe da 60 ml) e iniettando circa 150 ml di bario ad alta densità al 113% p/v, allo scopo di simulare il più possibile la consistenza delle feci.
Infine si rimuove il catetere, ruotandolo lentamente, al fine di verniciare adeguatamente le pareti del canale anale e si fa sedere il paziente su un wc radiotrasparente o su una comoda di legno.
A questo punto si eseguono radiogrammi in proiezione latero-laterale (L-L) a riposo, in contrazione, in ponzamento e durante l'atto evacuativo, integrando i radiogrammi con la ripresa videofluoroscopica di tutte le fasi. Durante il normale processo di defecazione si osservano le varie risposte dell'organismo nelle fasi statiche (riposo, contrazione, ponzamento) e nelle fasi dinamiche compresa l'intera fase del vuotamento. In alcuni casi selezionati, inoltre, è possibile opacizzare anche le pareti della vagina e la vescica, con mezzo di contrasto iodato, al fine di valutare l'eventuale coesistenza di un cistocele, in questo caso il termine più corretto da utilizzare non è defecografia ma entero-colpo-cisto-defecografia.
L'esame può essere di norma completato con una valutazione post minzione al fine di evidenziare residui urinari patologici e/o eventuali incrementi volumetrici di sigmoidocele o enterocele concomitanti.
Grazie alle recenti innovazioni tecnologiche nel campo dei tomografi a Risonanza Magnetica, che sono stati dotati di sequenze di tipo dinamico, oggi è possibile evitare la somministrazione di radiazioni ionizzanti, sostituendo la defecografia con la Defeco-RM, che oltretutto consente una migliore valutazione dei disordini del pavimento pelvico di natura neurologica o muscolare, grazie alla elevata specificità e affidabilità della risonanza magnetica nello studio dei tessuti molli (es. Dissinergia del pubo-rettale o ipotono del muscolo elevatore dell'ano).